# Бишнарат
Бишнарат (баш. Бишнарат) — деревня в Дюртюлинском районе Республики Башкортостан Российской Федерации. Входит в состав Староянтузовского сельсовета. 

## География

### Географическое положение
Находится на берегу реки Белой.
Расстояние до:
- районного центра (Дюртюли): 25 км,
- ближайшей ж/д станции (Уфа): 165 км.

## Население
| 2002 | 2009 | 2010 |
| ---- | ---- | ---- |
| 25   | ↘18  | ↘15  |

Согласно переписи 2002 года, преобладающая национальность — татары (72 %).